# Jeanne d'Arc (film)
Jeanne d'Arc je francouzský němý film z roku 1900. Režisérem je Georges Méliès (1861–1938). Film trvá zhruba deset minut. Film byl natočen černobíle na jaře 1900 a později byl kolorován. Jedná se o první Mélièsův film, který překonal délku 200 metrů. Kameramanem byl Leclerc, který pro Mélièse také pracoval jako pianista v Théâtre Robert-Houdin. Film byl po Popelce považován za Melièsův druhý největší filmový úspěch a brzy byl rozšířen do dalších zemí. V Anglii byl film distribuován společností Warwick Trading Company, která se starala o anglické vydání Mélièsových filmů až do roku 1902. Ve Spojených státech měl film premiéru 11. listopadu 1900 a distribuovala ho zde i společnost Edison Manufacturing Company, která prodávala jeho „napodobeniny“ (ilegálně duplikované kopie). Americké filmové pirátství se stalo pro Mélièse takovým problémem, zvláště po úspěchu jeho filmu Cesta na Měsíc z roku 1902, že pro dodatečnou ochranu autorských práv otevřel v roce 1903 pod vedením svého bratra Gastona Mélièse americkou pobočku své společnosti v New Yorku. Film byl do roku 1982 považován za ztracený, než jeho ručně kolorovanou kopii nalezl René Charles.

## Děj
Ve vesnici Domrémy se Janě z Arku zjevuje sv. Michael, sv. Kateřina a sv. Markéta, kteří ji nabádají, aby bojovala za svou zemi (ve stoleté válce). Její otec Jacques d'Arc, matka Isabelle Rommée a strýc zase naopak chtějí, aby zůstala doma, ale ona opustí domov a odcestuje do Vaucouleurs, kde se setká s Robertem de Baudricourtem. Ten zpočátku jejími ideály pohrdá, ale nakonec ho její horlivost přesvědčí a dá ji svolení vést francouzské vojáky. Jana a její armáda vedou triumfální průvod do Orléans, kterému přihlíží velký dav lidí. Poté je v katedrále Notre-Dame v Remeši korunován francouzským králem Karel VII.
Při obléhání Compiègne je Jana zajata, zatímco se její armáda pokouší zaútočit na hrad. Jana má ve vězení sen, ve kterém znovu vidí své vize. Z vězení je odvedena k výslechu, kde odmítne podepsat odvolání a následně je odsouzena za kacířství. Na tržišti v Rouenu je předvedena na hranici a upálena. Nosič dřeva, který během popravy přikládá palivo, se nadýchá zplodin hoření a krátce nato umírá. Na závěr Jana vystoupá do nebe, kde ji přivítá Bůh a svatí.